# 등쪽어깨신경
등쪽어깨신경(dorsal scapular nerve) 또는 견갑배신경(肩胛背神經)은 팔신경얼기의 가지로, 큰마름근, 작은마름근, 어깨올림근에 분포한다. 신경은 어깨뼈가 척주 쪽, 즉 안쪽으로 움직이도록 한다. 등쪽어깨신경 증후군은 날개어깨뼈의 원인이 될 수 있으며 어깨에 통증을 유발하고 움직임을 제한시킨다.

## 구조
등쪽어깨신경은 팔신경얼기가 기원이며 보통 팔신경얼기 뿌리(척수신경 C5의 앞가지)에서 시작된다. C5를 떠난 후 등쪽어깨신경은 보통 중간목갈비근을 관통하고, 어깨올림근과 마름근의 깊은 쪽에서 계속된다.
등쪽어깨동맥이 동반하여 주행한다.

## 기능
등쪽어깨신경은 마름근으로 가는 운동신경 성분을 운반한다. 이로 인해 어깨뼈는 척주를 향해 안쪽으로 당겨진다. 또한 어깨올림근에도 운동신경으로서 분포한다. 어깨올림근은 어깨뼈를 올리는 작용을 한다. 이 작용은 어깨뼈를 안정하게 유지하는 데에 도움이 된다.

## 임상적 중요성
등쪽어깨신경 손상은 손상된 쪽의 어깨뼈가 정상 상태의 어깨뼈보다 정중선에서 멀리 떨어져 위치하고 있을 때 시진을 통해 보통 판단할 수 있다. 환자는 어깨를 뒤쪽으로 당기는 게 불가능할 수 있다. 등쪽어깨신경만이 손상되는 경우는 흔하지 않고, 목갈비근 손상이 동반되는 경우가 보통 보고된다.
빗장위(supraclavicular) 신경 차단 시에는 일반적으로 마취되지 않는다. 이로 인해 수술 뒤에 통증이 발생할 수 있다.

### 등쪽어깨신경 증후군
등쪽어깨신경 증후군(dorsal scapular nerve syndrome) 또는 견갑배신경 증후군은 신경 압박으로 인해 발생할 수 있다. 날개어깨뼈가 가장 흔한 증상이다. 어깨 통증도 나타날 수 있다. 신경이 분포하는 큰마름근, 작은마름근, 어깨올림근은 쇠약해진다. 움직임의 범위 역시 제한될 수 있다. 치료는 주로 보존요법을 시행한다.

## 추가 이미지

팔신경얼기.
척수신경별로 색깔을 다르게 한 팔신경얼기의 모식도.
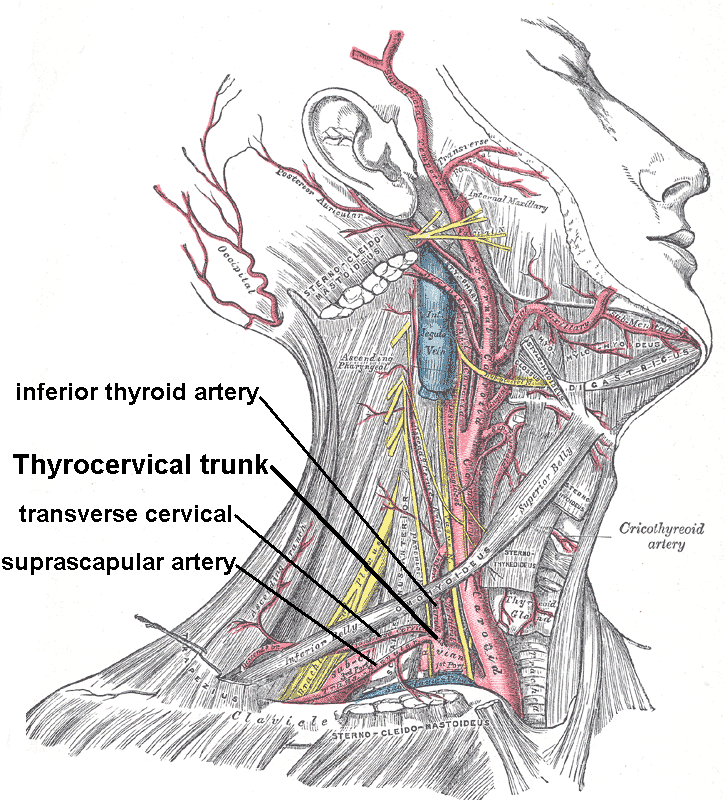
등쪽어깨동맥(가로목동맥의 깊은가지)가 등쪽어깨신경과 함께 주행한다.